# Cochlospermum fraseri
Cochlospermum fraseri là một loài thực vật có hoa trong họ Bixaceae. Loài này được Planch. mô tả khoa học đầu tiên năm 1847., có tên địa phương là cây bông, bụi kapok, và cây kapok.

## Phân loại
Nhà thực vật học người Pháp Jules Émile Planchon đã mô tả loài này vào năm 1847 từ đảo Melville ngoài khơi bờ biển phía bắc của Úc. Hai phân loài được nhận biết: phân loài fraseri, tìm thấy chủ yếu từ Katherine đến đảo Melville, có lá mịn và lá dài 2 mm và phân loài heteronemum, từ Katherine về phía tây đến sông Ord, có lá mịn và lá dài 40–58 mm.

## Mô tả
Cochlospermum fraseri là cây rụng lá  hoặc cây bụi có thể cao tới 7 m. Loài này nở hoa từ tháng 4 đến tháng 10  (tháng 3 đến tháng 8 ), cụm hoa là một cánh đồng đầu cuối. Hoa không đối xứng, có năm đài hoa trong hai whorls, với hai sepals bên ngoài ngắn hơn so với ba cái bên trong. Nó có nhiều nhị hoa. Những bông hoa thường xuất hiện khi cây không có lá. Chúng có quả từ tháng 6 đến tháng 3, với quả là một viên nang có từ 3 đến 5 van. Hạt được bao quanh bởi các sợi "bông", tạo nên tên gọi chung, cây kapok.

## Phân bố và sinh cảnh
Nó được tìm thấy trong các vùng sinh thái của Trung bộ Kimberley, Dampierland, Gulf Fall and Uplands, Bắc Kimberley, Ord Victoria Plain, Pine Creek, Victoria Bonaparte ở Northern Territory.,
và các vùng sinh cảnh Trung bộ Kimberley, Dampierland, Great Sandy Desert, Northern Kimberley, Ord Victoria Plain, Victoria Bonaparte ở Tây Australia.

## Sử dụng
Thổ dân bắc Úc ăn hoa, hoặc sống hoặc nấu chín, và rễ của cây non. Họ cũng sử dụng lông tơ từ hạt giống như trang trí cơ thể.
Cây này là một cây "lịch" của người Jawoyn: hoa chỉ ra khi cá sấu nước ngọt đang đẻ trứng, thu hoạch thời gian để thu thập chúng.